# Todiano
Todiano is een plaats (frazione) in de Italiaanse gemeente Preci.